# 詹克斯
詹克斯（英語：Jenks）是美國奧克拉荷馬州塔爾薩縣的一座城市，位於州內第二大城塔爾薩鄰近的郊區，阿肯色河河畔。根據美國2000年人口普查，當地人口為25,949人。詹克斯始建于1904年。

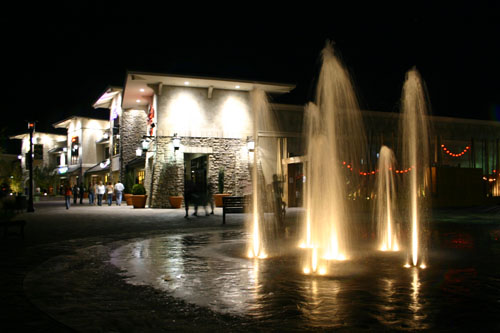
詹克斯